# Liste der Biografien/Fria
Liste der Biografien |
Portal Biografien |
Personensuche
# |
A |
B |
C |
D |
E |
F |
G |
H |
I |
J |
K |
L |
M |
N |
O |
P |
Q |
R |
S |
T |
U |
V |
W |
X |
Y |
Z |
?
 
Fa |
Fe |
Ff |
Fh |
Fi |
Fj |
Fk |
Fl |
Fm |
Fn |
Fo |
Fr |
Ft |
Fu |
Fy
 
Fra |
Frc |
Fre |
Frg |
Fri |
Frk |
Frl |
Fro |
Fru |
Fry
 
Fria |
Frib |
Fric |
Frid |
Frie |
Frig |
Frih |
Frii |
Frij |
Frik |
Fril |
Frim |
Frin |
Frio |
Frip |
Frir |
Fris |
Frit |
Friv |
Friz
Die Liste der Biografien führt alle Personen auf, die in der deutschsprachigen Wikipedia einen Artikel haben. Dieses ist eine Teilliste mit 11 Einträgen von Personen, deren Namen mit den Buchstaben „Fria“ beginnt.

## Fria

### Friac
- Friaça (1924–2009), brasilianischer Fußballspieler

### Frian
- Friang, Brigitte (1924–2011), französische Widerstandskämpferin und Journalistin/Kriegsberichterstatterin
- Friant, Émile (1863–1932), französischer Maler
- Friant, Louis de (1758–1829), französischer Général de division der Napoleonischen Kriege

### Friar
- Friar, Poppy Lee (* 1995), britische Schauspielerin

### Frias
- Frías Acedo, Marta (* 1980), spanische Fußballschiedsrichterin
- Frías Ametller, Tomás (1804–1884), bolivianischer Politiker, Präsident Boliviens (1872–1873) und (1874–1876)
- Frías Sandoval, Luis († 2006), dominikanischer Chordirigent
- Frias, Arturo (* 1955), US-amerikanischer Boxer im Leichtgewicht

### Friau
- Friauf, Eckhard (* 1956), deutscher Biologe
- Friauf, Karl Heinrich (1931–2016), deutscher Staatsrechtler